# ギャップ結合

ギャップ結合の説明図

ギャップ結合（ギャップけつごう、英: Gap junction）は、隣り合う上皮細胞をつなぎ、水溶性の小さいイオンや分子を通過させる細胞間結合のこと。
並んだ2つの細胞の細胞膜にはコネクソンと呼ばれるタンパク複合体の末端が複数並んでおり、橋渡し構造をなしている。このコネクソンがチャネルとなり、ここを通って無機イオンや小さい水溶性分子が隣接細胞の細胞質から細胞質へと直接移動することができる。また、細胞同士を電気的に結合するため、心筋組織などの興奮伝播にも関わっている。